# Branding Hams
Série
Beef Extract Room
(1901)
Pour plus de détails, voir Fiche technique et Distribution.
Branding Hams est un film américain muet et en noir et blanc sorti en 1901.

## Synopsis
Le film documente l'abattage et le conditionnement de la viande dans une usine de Chicago.

## Fiche technique
- Titre : Branding Hams
- Réalisation :
- Production : William Nicholas Selig
- Société de production : Armour & Co. et Selig Polyscope Company
- Pays :  États-Unis
- Genre : Documentaire
- Durée : 35 pieds
- Dates de sortie : 
  -  États-Unis : 1er juin 1901